# Ideogramă

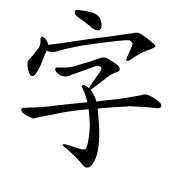
Un caracter chinezesc. Reprezentarea ideografică a unui copil 子 sub un acoperiș 宀 avea inițial sensul de "a îngriji," și a căpătat pe parcursul secolelor sensul de "literă", "cuvânt" sau "ideogramă".

Ideogramele (din grecește ιδεα idea "idee" + γραφω grapho "a scrie") sunt definite ca fiind simboluri grafice care reprezintă cuvinte sau morfeme, spre deosebire de sistemele de scriere alfabetice, ale căror simboluri reprezintă foneme.
În Antichitate, diferite variante de scrieri ideografice erau practicate de sumerieni, babilonieni, asirieni, hitiți și egipteni, care alcătuiau civilizațiile mesopotamiene și nord-africane, și în Extremul Orient, de către chinezi.
Atît hieroglifele egiptene cît și scrierea cuneiformă sumeriană au derivat din vechi ideograme folosite ca simboluri fonetice, așa cum astăzi cifra 4 este uneori folosită în engleză pentru scrierea prescurtată a cuvântului for (pentru), din cauza similitudinii fonetice cu numeralul four. Cheia pentru descifrarea scrierii hieroglifice a constat în înțelegerea faptului că hieroglifele sînt o formă de scriere fonetică (v. Piatra din Rosetta).
Ideogramele de origine chineză sînt astăzi folosite în: limba chineză, unde au rămas unicul mod de scriere, limba japoneză (kanji), în a cărei scriere se întrebuințează și silabare (hiragana și katakana) și limba coreeană din Coreea de Sud, unde deși marea parte a scrierilor folosesc alfabetul fonetic hangul, caracterele chinezești rămîn necesare, de exemplu, pentru distingerea omofonelor, scrierea numelor de persoane și locuri străine și în literatura academică.
În Coreea de Nord, scrierea fonetică hangul a înlocuit complet scrierea ideografică.
În limba vietnameză s-au folosit ideogramele începînd din secolul al XIII-lea, dar pe parcursul secolului al XX-lea s-a renunțat treptat la scrierea ideografică, acum folosindu-se exclusiv o scriere fonetică bazată pe alfabetul latin, la care s-au adăugat elemente de diferențiere a numeroaselor vocale și de marcare a tonurilor.

## Caracterele chinezești
Deși convențional caracterele chinezești (漢字 hànzì în chineza mandarină) sînt numite ideograme, în lingvistica tradițională chineză ele se împart în cel puțin cinci categorii, din care numai una sau două ar putea fi traduse prin termenul "ideogramă". Aceste categorii sînt: pictograme, ideograme, caractere indicative, compuși formă-sunet și caractere împrumutate.
- Pictogramele sunt derivate din desene stilizate ale obiectelor pe care le denotă. De exemplu 山 (munte), 川 (rîu), 月 (lună), 人 (om).

- Ideogramele propriu-zise se compun din pictograme alese astfel încît să alcătuiască o anumită "poveste" pentru a reprezenta idei mai complexe. De exemplu, soarele 日 și luna 月 combinate într-un singur caracter 明 capătă sensul de strălucitor. Similar, caracterul pentru țară 國 este compus din pictograma regiune 域 împrejmuită de o "cutie." Aceste ideograme sînt însă relativ puține la număr.

- Caracterele indicative nu sînt desene ale unor obiecte, dar "indică" felul în care acestea se folosesc. De exemplu 下 (jos) se compune dintr-un T cu o mică linie sub bara orizontală; similar, 上 înseamnă sus.

- Compușii formă-sunet formează categoria cea mai numeroasă a caracterelor chinezești (circa 90%). Aceste caractere conțin informație și despre pronunție și despre înțeles; ele se pot analiza ca fiind compuse dintr-o unitate de clasificare semantică, reprezentată de pictograma pentru pește, cal, apă, etc., combinată cu o unitate fonetică, pronunțată la fel într-o limba dată. De exemplu, caracterul 妈 (mamă) are în partea stîngă elementul de clasificare 女 (feminin), iar în dreapta pictograma unui cal, care se întîmplă să aiba pronunția aproximativă "ma", mamă.

- Caracterele împrumutate sînt omofone a căror încărcătură semantică este mică sau chiar nulă; ele sînt folosite în lipsa altora mai "inventive."

## Ideogramele japoneze și cele coreene
Ideogramele japoneze, numite în limba japoneză kanji, și ideogramele coreene, numite în coreeană hanja, sînt în cea mai mare parte caractere chinezești, care în procesul de preluare au suferit uneori schimbări ale formei (mai ales în limba japoneză) și devieri semantice. Pe principiul caracterelor chinezești, japoneza și coreeana au creat la rîndul lor ideograme proprii, care la anumite momente din istorie au devenit necesare și care nu aveau un corespondent în limba chineză. Aceste "invenții" locale se numesc în japoneză 国字 kokuji (textual, caractere naționale), iar în coreeană 國字 (국자) gugja.
Amîndouă limbile au folosit la început ideogramele chinezești doar pentru a reprezenta cuvinte chinezești și native cu același înțeles, dar pe parcurs au început să le folosească și fonetic. Acest proces a avut ca efect dezvoltarea unor moduri de scriere fonetice, hiragana și katakana (numite împreună kana) în japoneză și hangul în coreeană. În timp ce kana au fost obținute prin simplificarea extremă a unur caractere chinezești folosite fonetic, hangul este un mod de scriere inventat pe baze științifice în 1443 d.C., astfel încît fiecare caracter (reprezentînd o silabă) se compune numai din elemente fonemice.

## Ordinea de scriere
Liniile din care se compun ideogramele trebuie trasate într-o anumită ordine. Această ordine, învățată printr-o practică îndelungată, determină aspectul corect al ideogramei, în special la scrierea rapidă, cînd înlănțuirea mișcărilor mîinii este importantă.
| 三 trei | 人 om | 和 armonie | 心 inimă | 時 timp | 木 lemn, copac |

| 水 apă | 生 viață | 日 zi, soare | 山 munte | 学 școală | 女 femeie |

## În matematică
Simbolurile matematice sunt un tip de ideograme.